# Витік річки Горинь
Ви́тік рі́чки Го́ринь — гідрологічна пам'ятка природи місцевого значення в Україні. Розташована у селі Волиця Кременецького району Тернопільської області, за 150 м від автошляху Кременець — Почаїв, у долині потічка.
Площа — 0,01 га. Оголошений об'єктом природно-заповідного фонду рішенням Тернопільської обласної ради від 21 серпня 2000 року № 187. Перебуває у віданні Великогорянської сільради.
Під охороною — потужне джерело в долині потічка, що вважають місцем витоку річки Горинь.